# Hrólfr Gautreksson
Hrólfr Gautreksson fue un legendario caudillo vikingo, rey de los gautas, que aparece en Hrólfs saga Gautrekssonar y probablemente también en el poema Hyndluljóð.
Hrólfs saga Gautrekssonar relata que era hijo del rey Gautrek y a la muerte de su padre su hermano Ketill heredó el trono y animó a Hrólfr a cortejar a la hija del rey Eirík, que era una orgullosa y agresiva guerrera skjaldmö llamada Þornbjörg.
Hay una estrofa aislada en el poema Hyndluljóð que hace referencia a la figura de Hrólfr el Viejo. Los nombres "Þorir Escudo de Hierro" y "Grímr" que se muestran en sus líneas probablemente se refieren a Þorir y Grímr Þorkelsson que acompañan a Hrólfr en Hrólfs saga Gautrekssonar.
| Gunnar el Baluarte, Grim el Duro, Thorir Escudo de Hierro, Ulf el que abre, Brodd y Hörvir ambos, tanto sabía yo; En el hogar donde estaban de Hrolf el Viejo. | Gunnar Medio Muro, Grím el Duro, Thórir Escudo de Hierro, Úlf Boca Abierta, Brodd y Horvir ambos, yo conocía - eran los huscarles con Hrólf el Viejo. |  |

Hrólfr sucedió a su hermano en el trono de los gautas pero según la saga, nadie escribió esa parte de la historia.